# Hōjō Mototoki
Hōjō Mototoki (北 条 基 时, 1286-4 juillet 1333) du clan Hōjō est le treizième shikken (régent) du shogunat de Kamakura et dirige le Japon en 1315 et 1316. Il est le onzième Kitakata Rokuhara Tandai (chef de la sécurité intérieure à Kyoto) de 1301 à 1303.
Durant la régence de Mototoki, le pouvoir réel est aux mains du tokusō (chef du clan Hōjō), Hōjō Takatoki, qui exerce le pouvoir de 1311 à 1333. Comme le tokuso est encore très jeune, ses prérogatives restent encore sous le contrôle de sa grand-mère Adachi Tokiaki, et de Nagasaki Takasuke, un ministre.
Mototoki est un des chefs du clan Hojo durant le siège de Kamakura de 1333. La perte de cette bataille par les Hōjō entraîne la fin du pouvoir du clan Hōjō.

## Source de la traduction
- (nl) Cet article est partiellement ou en totalité issu de l’article de Wikipédia en néerlandais intitulé « Hojo Mototoki » (voir la liste des auteurs).